# Reserva ovàrica
La reserva ovàrica fa referència a la quantitat de fol·licles primordials disponibles als ovaris en un moment determinat. Es troba estretament relacionat amb l'edat de la dona i es considera un dels factors més importants per avaluar la fertilitat. La resposta ovàrica s'evidencia per l'estímul amb gonadotropines, si aquesta resposta és baixa, significa que la reserva ovàrica es troba disminuïda.
Des que una nena neix, presenta aproximadament 1,5 milions d'ovogònies que es van perdent al llarg del temps fins que s'arriba a la pubertat on hi ha uns 400.000 ovòcits amb capacitat per madurar. Al llarg de la vida aquests oòcits van madurant i es van perdent a través dels diferents cicles mensuals de la persona.

## Diagnòstic
Per avaluar la reserva ovàrica existeixen 2 proves fonamentals per dur a terme. L'AFC (Antral Follice Count) que consisteix amb el recompte de folicles antrals mitjançant una ecografia, i l'hormona antimülleriana que segons el seu valor és un clar indicador de la reserva ovàrica.
Els valors normalitzats en el recompte de l'AFC són de 8-14 fol·licles per ovari. Si el recompte es troba molt augmentat (>24), aquesta alta reserva és típica de casos d'ovaris poliquístics. En canvi, si és molt baix (<4), aquest valor és típic d'una menopausa imminent.